# Sphyracus peruanus
Sphyracus peruanus är en skalbaggsart som beskrevs av Heinrich Bickhardt 1914. Sphyracus peruanus ingår i släktet Sphyracus och familjen stumpbaggar. Inga underarter finns listade i Catalogue of Life.